# Rigoberto Rivas
Rigoberto Manuel Rivas Vindel (Roatán, Honduras, 31 de julio de 1998) es un futbolista hondureño que juega de delantero para el Kocaelispor de la Superliga de Turquía.

## Trayectoria
En 2012, acompañado por su madre y sus hermanas, emigró a Florencia, Italia en búsqueda de una mejor calidad de vida. En ese país realizó parte de las divisiones menores con el A. S. Sestese Calcio y la A. C. F. Fiorentina.
Su primera oportunidad profesional llegó con el A. C. Prato de la Serie C de Italia. El 8 de mayo de 2016 hizo su debut en reemplazo de Alessandro Capello, frente al Savona F. B. C., por la trigésimo cuarta fecha de la campaña 2015-16, en un encuentro disputado en el Estadio Lungobisenzio de Prato. El juego terminó con un resultado de 3-1 a favor del Prato.
El 26 de agosto de 2016 firmó con el Inter de Milán por las siguientes seis temporadas por un monto desconocido. Durante su primera temporada jugó para el equipo primavera, en donde sus destacadas actuaciones le valieron un espacio dentro del primer equipo. De esa forma, el 28 de mayo de 2017 por primera vez estuvo presente en un juego válido por la Serie A de Italia, durante la victoria de los nerazzurri por 5-2 sobre el Udinese Calcio en el Estadio Giuseppe Meazza.
El 30 de agosto de 2017 fue cedido al Brescia Calcio, equipo de la Serie B de Italia.  El 10 de septiembre de ese año, durante la jornada 3 de la campaña 2017-18, realizó su debut en la victoria del Brescia por 0-1 ante el Parma Calcio en el Estadio Ennio Tardini.
El 21 de julio de 2018 se oficializó su cesión al Ternana Calcio, recién descendido a la Serie C. El 4 de agosto de 2018 hizo su debut con su nuevo equipo, en el triunfo de 2-0 contra Carpi —la segunda anotación fue obra de Rivas—, durante un juego válido por la Copa de Italia. El 20 de octubre de 2018 debutó en un juego de liga, ante U. S. Triestina Calcio, en un encuentro que culminó con empate de 1-1.
El 1 de septiembre de 2019 se anunció su cesión por una temporada a la Reggina, también de la Serie C. Su debut se produjo el 25 de septiembre de 2019, ante Ternana Calcio, en un empate de 1-1. El 23 de noviembre de 2019 marcó su primera anotación ante el Rende Calcio, en un partido que culminó con triunfo de 4-1. El 20 de junio de 2020, tras conseguir el ascenso a la Serie B y luego de una destacada actuación de Rivas, el Reggina acordó con el Inter de Milán la renovación de su préstamo por una temporada.

## Selección nacional
El 28 de mayo de 2019, se anunció su primera convocatoria a la Selección de Honduras para enfrentar en juegos amistosos a Brasil y Paraguay. El 5 de junio de 2019, realizó su debut internacional con la selección absoluta, durante el encuentro amistoso contra Paraguay que concluyó con empate de 1-1.

### Participaciones en Eliminatorias Mundialistas
| Torneo                                | Sede     | Resultado    | Part. | Goles |
| ------------------------------------- | -------- | ------------ | ----- | ----- |
| Eliminatorias Mundialistas Catar 2022 | Concacaf | No clasificó | 5     | 0     |

### Participaciones en Liga de Naciones
| Torneo                   | Sede     | Resultado    | Part. | Goles |
| ------------------------ | -------- | ------------ | ----- | ----- |
| Liga de Naciones 2019-20 | Concacaf | Tercer lugar | 4     | 0     |

### Participaciones en Juegos Olímpicos
| Torneo                         | Sede  | Resultado      | Part. | Goles |
| ------------------------------ | ----- | -------------- | ----- | ----- |
| Juegos Olímpicos de Tokio 2020 | Japón | Fase de grupos | 3     | 1     |

## Estadísticas
| Club | Temporada     | Div.          | Liga  | Liga  | Copas nacionales | Copas nacionales | Copas internacionales | Copas internacionales | Total | Total | Media |
| Club | Temporada     | Div.          | Part. | Goles | Part.            | Goles            | Part.                 | Goles                 | Part. | Goles | Media |
| --- | ------------- | ------------- | ----- | ----- | ---------------- | ---------------- | --------------------- | --------------------- | ----- | ----- | ----- |
| A. C. Prato · Italia |               |               |       |       |                  |                  |                       |                       |       |       |       |
| 2015-16 | 3.ª           | 1             | 0     | —     | —                | —                | —                     | 1                     | 0     | 0     |       |
| Total | Total         | 1             | 0     | 0     | 0                | 0                | 0                     | 1                     | 0     | 0     |       |
| F. C. Internazionale · Italia                                                                                            |               |               |       |       |                  |                  |                       |                       |       |       |       |
| 2016-17 | 1.ª           | 0             | 0     | —     | —                | —                | —                     | 0                     | 0     | 0     |       |
| Total | Total         | 0             | 0     | 0     | 0                | 0                | 0                     | 0                     | 0     | 0     |       |
| Brescia Calcio · Italia                                                                                                  |               |               |       |       |                  |                  |                       |                       |       |       |       |
| 2017-18 | 2.ª           | 15            | 0     | —     | —                | —                | —                     | 15                    | 0     | 0     |       |
| Total | Total         | 15            | 0     | 0     | 0                | 0                | 0                     | 15                    | 0     | 0     |       |
| Ternana Calcio · Italia                                                                                                  |               |               |       |       |                  |                  |                       |                       |       |       |       |
| 2018-19 | 3.ª           | 10            | 0     | 3     | 1                | —                | —                     | 13                    | 1     | 0.08  |       |
| Total | Total         | 10            | 0     | 3     | 1                | 0                | 0                     | 13                    | 1     | 0.08  |       |
| Reggina 1914 · Italia |               |               |       |       |                  |                  |                       |                       |       |       |       |
| 2019-20 | 3.ª           | 16            | 2     | 0     | 0                | —                | —                     | 16                    | 2     | 0.13  |       |
| 2020-21 | 2.ª           | 27            | 5     | 0     | 0                | —                | —                     | 27                    | 5     | 0.19  |       |
| 2021-22 | 2.ª           | 27            | 2     | 1     | 0                | —                | —                     | 28                    | 2     | 0.07  |       |
| 2022-23 | 2.ª           | 38            | 3     | 1     | 0                | —                | —                     | 39                    | 3     | 0.08  |       |
| Total | Total         | 108           | 12    | 2     | 0                | 0                | 0                     | 110                   | 12    | 0.11  |       |
| Hatayspor Turquía |               |               |       |       |                  |                  |                       |                       |       |       |       |
| 2023-24 | 1.ª           | 29            | 5     | 3     | 0                | —                | —                     | 32                    | 5     | 0.16  |       |
| 2024-25 | 1.ª           | 17            | 1     | 0     | 0                | —                | —                     | 17                    | 1     | 0.06  |       |
| Total | Total         | 29            | 5     | 3     | 0                | 0                | 0                     | 32                    | 5     | 0.16  |       |
| Kocaelispor Turquía |               |               |       |       |                  |                  |                       |                       |       |       |       |
| 2024-25 | 2.ª           | 12            | 2     | 0     | 0                | —                | —                     | 12                    | 2     | 0.17  |       |
| 2025-26 | 1.ª           | 0             | 0     | 0     | 0                | —                | —                     | 0                     | 0     | 0     |       |
| Total | Total         | 29            | 5     | 3     | 0                | 0                | 0                     | 32                    | 5     | 0.16  |       |
| Total carrera | Total carrera | Total carrera | 158   | 17    | 8                | 1                | 0                     | 0                     | 166   | 18    | 0.11  |
| (1)Incluye datos de la Copa de Italia (2018-22) y Copa de Turquía (2023-24). (2) No incluye datos de partidos amistosos. |               |               |       |       |                  |                  |                       |                       |       |       |       |

## Palmarés

### Campeonatos amistosos
| Título        | Club                 | País     | Año  |
| ------------- | -------------------- | -------- | ---- |
| Champions Cup | F. C. Internazionale | Singapur | 2017 |